# Puccinia gallula
Puccinia gallula ist eine Ständerpilzart aus der Ordnung der Rostpilze (Pucciniales). Der Pilz ist ein Endoparasit des Korbblütlers Porophyllum scoparium. Symptome des Befalls durch die Art sind Rostflecken und Pusteln auf den Blattoberflächen der Wirtspflanzen. Sie ist im südlichen Nordamerika verbreitet.

## Merkmale

### Makroskopische Merkmale
Puccinia gallula ist mit bloßem Auge nur anhand der auf der Oberfläche des Wirtes hervortretenden Sporenlager zu erkennen. Sie wachsen in Nestern, die als gelbliche bis braune Flecken und Pusteln auf den Blattoberflächen erscheinen.

### Mikroskopische Merkmale
Das Myzel von Puccinia gallula wächst wie bei allen Puccinia-Arten interzellulär und bildet Saugfäden, die in das Speichergewebe des Wirtes wachsen. Ihre Spermogonien und Aecien sind unbekannt, gleiches gilt für die Uredien des Pilzes und ihre Uredosporen. Die rundum an Stängeln wachsenden Telien der Art sind schwarzgrau, kompakt und bedeckt, sie stehen in dichten Gruppen. Die goldbraunen Teliosporen sind zweizellig, in der Regel schmal eiförmig bis länglich und 44–58 × 17–21 µm groß. Ihre Stiele sind bräunlich und bis zu 45 µm lang.

## Verbreitung
Das bekannte Verbreitungsgebiet von Puccinia gallula reicht von Texas bis in den mexikanischen Bundesstaat Sonora.

## Ökologie
Die Wirtspflanze von Puccinia gallula ist Porophyllum scoparium. Der Pilz ernährt sich von den im Speichergewebe der Pflanzen vorhandenen Nährstoffen, seine Sporenlager brechen später durch die Blattoberfläche und setzen Sporen frei. Die Art durchläuft einen Entwicklungszyklus, von dem bislang nur Telien sowie deren Wirt bekannt sind; Uredien, Spermogonien und Aecien konnten ihr nicht zugewiesen werden.

## Taxonomie
Die Art wurde 1973 durch Joe Fleetwood Hennen und George Baker Cummins erstbeschrieben.